# 中村地平
中村地平（1908年2月7日—1963年2月26日），日本小說家、銀行家，本名中村治兵衛。生於宮崎縣宮崎市，曾獲芥川賞數次提名，並曾任宮崎縣立圖書館館長、宮崎相互銀行（現宮崎太陽銀行）社長。戰前提倡南方文學，戰後則轉向私小說風。

## 生平
1908年（明治41年）生於宮崎市淀川町一個富裕家庭，為中村常三郎的次男。就讀舊制宮崎中學校時，受到佐藤春夫台灣小說的影響，對南方產生憧憬，入台北高等學校，曾任台北高校刊物《翔風》第六號、第七號主編。1930年3月畢業後，同年進入東京帝國大學文學部美術史科，在入學考試場中結識太宰治。師事井伏鱒二期間，開始發表以台灣經驗為背景的小說，1932年於《作品》雜誌發表〈熱帶柳的種子〉，正式進入文壇。
曾與太宰治、小山祐士並稱為「井伏門下三羽烏」（最優秀的三位得意門生），但後來卻因為《日本浪曼派》營運的爭論，而與太宰治絕交。1935年9月中村地平在『行動』雜誌上，發表以太宰治的失踪及自殺未遂為題材的小說「失踪」，雙方交惡，太宰治也在1936年10月在『若草』雜誌上，發表以中村地平為題材的作品「喝采」作為反擊，文中諷刺的描寫讓中村地平更感不快。
1933年大學畢業後進入都新聞（今東京新聞）工作，結識真杉靜枝，退社後 1937 年在『日本浪曼派』雜誌發表〈土竜どんもぽっくり〉，獲得芥川賞提名。隔年1938年再次以〈南方郵信〉二度獲得芥川賞提名，以南方文學的旗手受到矚目。1939年為小說取材，與真杉靜枝一同赴台灣各地旅行，完成《蕃界之女》、《霧之蕃社》、《長耳國漂流記》等作品。
1941年底以陸軍報道班員的身份，被派遣至南洋昭南（新加坡）、吉隆坡進行戰時宣傳工作，1942年底返國，這段戰時經驗對中村地平的文學有莫大的影響。
1944年因戰時疏散，從東京返回故鄉宮崎市。戰後，中村地平參與了許多地方事務，包括日向日日新聞（現宮崎日日新聞社）編輯經理、西部圖書株式會社的成立等。1947年以年僅40歲之姿，接任宮崎縣立圖書館館長，直到1957年為協助父親事業接任宮崎相互銀行的董事，才辭去圖書館長職務。1961年接手父親職位，成為宮崎相互銀行的社長，但僅任職一年多就因健康因素辭職。
1962年4月，在筑摩書房出版的《定本 太宰治全集》2月報中發表隨筆〈「喝采」前後〉，以作品與過世的太宰治和解。
1963年2月26日過世，父親常三郎白髮人送黑髮人。1971年，日本皆美社出版《中村地平全集》。

## 作品一覽
- 《日向》（1996年）
- 《中村地平小説集》（1998年）
- 《民話集　河童之遠征》（2004年）

## 外部連結
- 中村地平(人生と文学) - nifty
- 青空文庫 - 中村地平作品集 （页面存档备份，存于）（公有領域）
- 中村地平_百度百科
- 原住民族委員會原住民族文獻會網站>電子期刊>日治時期日本作家的原住民書寫 （页面存档备份，存于）
- 龍瑛宗「日人文學在台灣」
- 中村地平の想像力:下倉の穆園日記（页面存档备份，存于）